# بایوشاک بیکران
بایوشاک بیکران (به انگلیسی: BioShock Infinite) یک بازی ویدئویی در سبک تیراندازی اول شخص و عنوان سومین شماره از مجموعه بازی‌های بایوشاک است که توسط استودیوی آمریکایی ایرشنال گیمز ساخته شده‌است که در ابتدا به نام پروژه ایکاروس شناخته می‌شد. این بازی توسط توکی گیمز در تاریخ ۲۶ مارس ۲۰۱۳ برای مایکروسافت ویندوز، پلی‌استیشن ۳ و ایکس‌باکس ۳۶۰ در سراسر جهان عرضه شد. یک نسخه سازگار شده از بازی نیز توسط آسپیر در ۲۹ اوت ۲۰۱۳ برای اواس ده عرضه شد و همچنین نسخه لینوکس آن در ۱۷ مارس ۲۰۱۵ به بازار عرضه شد. بازی بعد از انتشار به‌طور گسترده مورد تحسین منتقدان و بازیبازان قرار گرفت. منتقدان گیم پلی، گرافیک، موسیقی و صداگذاری، و داستان شاهکار آن را مورد تحسین قرار دادند. بایوشاک اینفینیت موفق به کسب متای تحسین‌برانگیز ۹۴ از سایت متاکریک شد. 

## داستان
زمینه:
اتفاقات بازی در سال 1912 و در یک ایالت-شهر استیم‌پانک شناور در آسمان به نام "کلمبیا" که به خاطر شخصیت زن ایالات متحده نامگذاری شده است، اتفاق می‌افتد . شهر کلمبیا توسط پیامبر خودخوانده زکری هیل کامستاک تاسیس شد و توسط دولت ایالات متحده به عنوان نمایش استثنایی بودن آمریکا رونمایی شد. تنش بین کلمبیا و دولت آمريکا پس از مداخله شهر در شورش بوکسورها (در چین) بالا گرفت و کلمبیا در نهایت از ایالات متحده جدا شد و در ابرها ناپدید شد. کامستاک شهر را به یک ایالت مذهبی تبدیل می کند که در آن خودش به عنوان یک پیامبر پرستش می شود و بنیانگذاران ایالات متحده به عنوان نمادهای مذهبی مورد احترام قرار می گیرند.  نژادپرستی و نخبه گرایی نهادی در شهر گسترده است و اقلیت ها به عنوان طبقه پایین کارگری در کلمبیا خدمت می کنند. با شروع اتفاقات بازی، کلمبیا در آستانه جنگ داخلی است.       یک گروه مقاومت به نام Vox Populi به رهبری دیزی فیتزروی که برای حقوق حاشیه‌نشینان و کارگران مبارزه می کند، در جبهه‌ی مخالف با گروه بنیانگذاران (شامل کامستاک در راس قدرت و سایر دولتمردان نزدیک به او) اتفاقات جنگ داخلی کلمبیا را رقم می‌زنند.
کلمبیا مهد پدیده‌ای به نام "Tear" در تار و پود فضا-زمان است. این Tearها جهان های موازی را نشان می دهند . برخی از افراد از بینش ارائه شده توسط Tearها برای ایجاد سلاح‌ها و فناوری‌های جدید سوء استفاده می‌کنند. این Tear ها حاصل آزمایشات رابرت و روزالیند لوتس هستند که با کمک فیزیک کوانتوم ، توانسته‌اند تکنولوژی سفرهای مولتی ورسی را امکان پذیر کنند. همچنین شناور بودن کلمبیا، ثمره‌ی یکی دیگر از نظریات فیزیکی این دو است. 
بازیکن، مردی به نام بوکر دی ویت را کنترل می کند. او یکی از اعضای سابق آژانس کارآگاه ملی پینکرتون و یک کهنه سرباز جنگی است، که از یک زندگی خشونت آمیز خسته شده است. در مواجهه با بدهی های قمار، او به کلمبیا فرستاده می شود تا زن جوانی به نام الیزابت را پیدا کند که توانایی باز کردن Tear را دارد. الیزابت از دوران کودکی در شهر محبوس بوده و توسط Songbird، موجودی بزرگ و رباتیک پرنده مانند که هم دوست و هم سرپرست او بوده، محافظت میشود. دو نفر، رابرت و روزالیند لوتس ، بوکر را به کلمبیا هدایت می‌کنند و در طول سفرهای او ظاهر می‌شوند و به او در این راه کمک می‌کنند.
رویدادهای بازی:
در ژوئیه 1912، بوکر دویت به کلمبیا می رسد، جایی که مقامات او را تحت تعقیب قرار می دهند و او را به عنوان یک "چوپان دروغین" پیشگویی شده می شناسند که الیزابت را فاسد می کند و کلمبیا را سرنگون می کند.  با آزاد کردن الیزابت از برج خود، بوکر و الیزابت به سختی از Songbird فرار می‌کنند. بوکر با فرماندهی یک کشتی هوایی ، قول می دهد که الیزابت را به پاریس ببرد . الیزابت وقتی متوجه می شود که برای پرداخت بدهی های بوکر به شهر نیویورک می روند، با ضربه‌ای به سر بوکر او را ناک اوت کرده و فرار می کند. بوکر از خواب بیدار می شود و کشتی هوایی را تحت کنترل دیزی فیتزروی (رهبر انقلابیون) میابد، که پیشنهاد می کند اگر بوکر به او کمک کند Vox Populi را مسلح کند، کشتی را بازگرداند.
بوکر الیزابت را پیدا می‌کند،  سپس این دو به نیروها می پیوندند تا اسلحه ها را از دست یک اسلحه ساز محلی دریافت کنند. با سفر از طریق Tear، آنها به دنیایی می رسند که بوکر یک شهید راه Vox Populi است و جنگ آشکار در کلمبیا شروع شده است. الیزابت، فیتزروی را می کشد تا از قتل پسربچه‌ای جلوگیری کند. در نهایت Songbird هنگام تلاش برای فرار از کلمبیا به این دو حمله می کند و کشتی هوایی آنها به شهر سقوط می کند. الیزابت و بوکر توطئه ای را در پشت تأسیس شهر کشف می کنند: الیزابت دختر خوانده کامستاک است که او قصد دارد پس از مرگ او را به عنوان رهبر کلمبیا آماده کند. کامستاک برای پنهان کردن حقیقت، همسرش و خانواده لوتس را کشت و برای محدود کردن قدرت الیزابت سایفونی در برج الیزابت نصب کرد.
الیزابت دوباره توسط Songbird دستگیر می شود و به نزد پدرش، کامستاک برده می‌شود. بوکر که او را تعقیب می‌کند، به شب سال نوی 1983 منتقل می‌شود ، در این زمان الیزابت پیر شده است و حمله‌ی کلمبیا به شهر نیویورک را رهبری میکند، مشخص می‌شود که هدف نهایی کامستاک از تاسیس کلمبیا و پرورش الیزابت همین اتفاق است. این الیزابت بوکر را با اطلاعاتی در مورد کنترل Songbird به سال 1912 برمی گرداند، به این امید که او بتواند خود جوانتر خود را نجات دهد و شکنجه و شستشوی مغزی که او متحمل شده بود را پاک کند. یعنی الیزابتی که در میانه‌ی راه دستگیر شده بود نزد کامستاک برده شده تا با شست و شوی مغزی جا پای پدرش گذاشته و هدف نهایی آن را در ۷۰ سال آینده عملی کند. اما بوکر الیزابت را نجات می دهد و این دو کامستاک را تا سفینه هوایی او تعقیب می کنند. کامستاک مدعی می‌شود بوکر در گذشته‌ی الیزابت مقصر بوده است و از بوکر می خواهد که گذشته الیزابت را برای او توضیح دهد و آن دو شروع به بحث می کنند. بوکر خشمگین کامستاک را در حوض غسل تعمید غرق میکند. بوکر اطلاع از گذشته الیزابت را انکار می کند، اما الیزابت معتقد است که بوکر صرفا اقدامات گذشته‌اش را فراموش کرده است. بوکر و الیزابت Songbird را هدایت می کنند تا سایفون را نابود کند و قدرت کامل الیزابت را باز کند.
الیزابت یک Tear را باز می کند و آنها را به شهر زیر آب رپچر (نسخه‌ی اول بایوشاک) منتقل می کند .  الیزابت که تازه آگاه شده است، توضیح می دهد که فانوس های دریایی متناوب و نسخه های بی شماری از بوکر و الیزابت وجود دارد. واقعیت آنها بسته به انتخاب آنها، یکی از بی نهایت است. 
مشخص می‌شود که زوج لوتس اگرچه به عنوان دوقلو به نظر می رسند، اما آنها یک فرد از دو واقعیت متفاوت هستند، و متوجه شده اند که چگونه از طریق واقعیت ها ارتباط برقرار کنند و متعاقباً از آنها عبور کنند. هر کدام از این دو نفر در دنیای خود فیزیکدان کوانتومی و مخترع دستگاهی برای سفر بین دنیاهای موازی است، و از همین طریق توانسته‌اند با همدیگر ارتباط برقرار کنند.
الیزابت نشان می‌دهد که در دنیای بوکر، رابرت لوتس از طرف کامستاک برای به دست آوردن دختر نوزاد بوکر، آنا دی‌ویت، به نزد بوکر می‌آید و با شرط پاک کردن بدهی‌های بوکر، دختر نوزاد او را معامله می‌کند. آنا نزد کامستاک برده می‌شود اما لحظه‌ی آخر بوکر پشیمان شد و سعی کرد آنا را از کامستاک پس بگیرد، اما کامستاک در حال ورود به Tear بود که بوکر مزاحمت ایجاد می‌کند و لحظه‌ی آخر هنگام بسته شدن پورتال، انگشت آنا قطع می‌شود. کامستاک آنا را به عنوان دختر خود، الیزابت، بزرگ میکند. انگشت بریده او که باعث شد او در دو واقعیت به طور همزمان وجود داشته باشد، سرچشمه توانایی او در خلق Tear است. الیزابت در اصل دختر بوکر است که از دنیای بوکر به دنیای کامستاک آورده شده است. رابرت لوتس، عصبانی از اقدامات کامستاک، روزالیند را متقاعد کرد تا به او کمک کند تا بوکر را به دنیایی که کلمبیا وجود دارد، برای نجات الیزابت ، ببرند. 
الیزابت توضیح می‌دهد که کامستاک همیشه در جهان‌های موازی زنده می‌ماند، زیرا لوتس‌ها بوکرهای جهان‌های مختلف را برای پایان دادن به این چرخه استخدام کرده‌اند اما نتیجه‌ای نداشته است. آنها به این نتیجه می‌رسند که باید کامستاک از زمان تولدش نابود شود تا دیگر وجود نداشته باشد، در اینصورت الیزابت در نوزادی از بوکر جدا نمی‌شود و کلمبیایی هم وجود نخواهد داشت. برای همین منظور الیزابت بوکر را در زمان به عقب برده و به محل غسل تعمید او می برد، زمانی که بوکر بعد از پایان جنگ‌ها، به این امید که گناهانی را که در جنگ مرتکب شده بود پاک شود ، قصد غسل تعمید داشته است. او توضیح می‌دهد لحظه‌ای که بوکر تصمیم می‌گیرد حیاتی‌ است، چرا که برخی از بوکرها در جهان‌های موازی غسل تعمید را پذیرفتند و با نام زکری کامستاک دوباره متولد شدند. برخی دیگر از بوکرها نیز غسل تعمید و هویت جدید را نپذیرفتند و زندگی سابق خود را ادامه دادند و بچه دار شدند، که درنهایت به فروپاشی اقتصادی و روانی آنها انجامید و فرزند خود را برای پرداخت بدهی ها فروختند. 
کامستاک در حقیقت همان بوکر است که به دلیل‌ استفاده از دستگاه بین جهانی عقیم شده است، اما برای جانشینی خودش نیازمند وارثی از خون خودش است، به همین دلیل به دنیایی سفر می‌کند که بوکر ورشکسته در آن وجود دارد و دخترش را (که به لحاظ ژنتیکی دختر خودش است) می‌دزدد. 
در انتها بوکر که در در محل غسل تعمید حضور دارد ، به تمام الیزابت هایی که از دنیاهای دیگر آمده‌اند اجازه می‌دهد تا او را در لحظه انتخابش غرق کنند و از تولد کامستاک جلوگیری کنند. پس از غرق شدن بوکر، یکی یکی، الیزابت ها شروع به ناپدید شدن می کنند و صفحه نمایش در آخر سیاه می شود. 
در یک صحنه پس از تیتراژ پایانی ، یک بوکر  در آپارتمان خود در 8 اکتبر 1893 بیدار می شود. او آنا را صدا می کند و قبل از اینکه صفحه سیاه شود، در اتاق او را باز می کند. 